# Resultados do Carnaval do Rio de Janeiro em 1972
Nesta página estão listados os resultados dos concursos de escolas de samba, blocos de enredo, frevos carnavalescos, ranchos carnavalescos e sociedades carnavalescas do carnaval do Rio de Janeiro do ano de 1972. Os desfiles foram realizados entre os dias 12 e 15 de fevereiro de 1972.
Império Serrano conquistou seu oitavo título de campeão na elite do carnaval com um desfile em homenagem à cantora Carmen Miranda, morta em 1955. O enredo "Alô, Alô, Taí Carmen Miranda" foi desenvolvido pelo carnavalesco Fernando Pinto, que conquistou seu primeiro título no carnaval do Rio. Estação Primeira de Mangueira ficou com o vice-campeonato por três pontos de diferença para o Império. Últimas colocadas, Unidos de São Carlos, Império da Tijuca, Unidos de Lucas e Unidos de Padre Miguel foram rebaixadas para a segunda divisão.
Tupy de Brás de Pina venceu o Grupo 2, sendo promovida à primeira divisão junto com a vice-campeã, Unidos do Jacarezinho. Império de Campo Grande conquistou o título do Grupo 3, sendo promovida à segunda divisão junto com Unidos da Ponte (vice-campeã) e Império do Marangá (terceira colocada).
Arranco, Flor da Mina do Andaraí, Unidos da Vila Kennedy, Leão de Iguaçu, Caprichosos de Bento Ribeiro e Boêmios do Andaraí foram os campeões dos grupos de blocos de enredo. Lenhadores ganhou a disputa dos frevos. Aliados de Quintino foi o campeão dos ranchos. Clube dos Democráticos venceu o concurso das grandes sociedades.

## Escolas de samba

### Grupo 1
O desfile do Grupo 1 foi organizado pela Associação das Escolas de Samba do Estado da Guanabara (AESEG) e realizado no domingo, dia 13 de fevereiro de 1972, na Avenida Presidente Vargas. O desfile foi aberto pelas últimas colocadas do Grupo 1 do ano anterior (Unidos de Padre Miguel e Mocidade Independente de Padre Miguel), seguidas pela vice-campeã e pela campeã do Grupo 2 do ano anterior (Unidos de Lucas e Em Cima da Hora). Campeão do carnaval anterior, Acadêmicos do Salgueiro, foi responsável por encerrar o desfile.
| Ordem dos desfiles |
| 1. Unidos de Padre Miguel 2. Mocidade Independente de Padre Miguel 3. Unidos de Lucas 4. Em Cima da Hora 5. Portela 6. Unidos de Vila Isabel 7. Império da Tijuca 8. Estação Primeira de Mangueira 9. Imperatriz Leopoldinense 10. Império Serrano 11. Unidos de São Carlos 12. Acadêmicos do Salgueiro |

#### Quesitos e julgadores
As escolas foram avaliadas em doze quesitos com notas de um a cinco.
| Quesito | Quesito                      | Julgador                    |
| ------- | ---------------------------- | --------------------------- |
|         | Bateria                      | Carlos Monteiro de Souza    |
|         | Letra do Samba-Enredo        | Maria São Paulo Costa       |
|         | Melodia do Samba-Enredo      | Nélio Rodrigues             |
|         | Harmonia                     | Bené Nunes                  |
|         | Mestre-Sala e Porta-Bandeira | Bárbara Heliodora           |
|         | Evolução                     | Maria Fernanda              |
|         | Conjunto                     | Nelva Chaves                |
|         | Fantasias                    | Gisela Machado              |
|         | Enredo                       | Fernanda Camargo de Almeida |
|         | Comissão de Frente           | Luiz Bothura                |
|         | Alegorias                    | Vera Tylde de Castro Pinto  |
|         | Desfile de Qualidade         | Alexandre Gedey             |

#### Classificação
Império Serrano foi o campeão, conquistando seu oitavo título na elite do carnaval e quebrando o jejum de doze anos sem vitórias. O campeonato anterior da escola foi conquistado em 1960. O Império prestou um tributo à cantora Carmem Miranda, morta em 1955. O enredo "Alô, Alô, Taí Carmen Miranda" foi desenvolvido pelo carnavalesco Fernando Pinto, que conquistou seu primeiro título no carnaval do Rio.
Estação Primeira de Mangueira ficou com o vice-campeonato, por três pontos de diferença para o Império. A escola realizou um desfile sobre o carnaval. Terceira colocada, a Portela realizou um desfile sobre a cultura afro-brasileira. Imperatriz Leopoldinense ficou em quarto lugar com uma apresentação baseada no poema ufanista Martim Cererê, do escritor modernista brasileiro Cassiano Ricardo. Campeão do ano anterior, o Salgueiro se classificou em quinto lugar com um desfile em homenagem à sua escola madrinha, a Mangueira. Unidos de Vila Isabel foi a sexta colocada com uma apresentação sobre a Batalha dos Guararapes. Sétima colocada, a Mocidade Independente de Padre Miguel desfilou o enredo "Rainha Mestiça em Tempo de Lundu". Campeã do Grupo 2 do ano anterior, a Em Cima da Hora ficou em oitavo lugar com uma apresentação sobre a Bahia.
Após cinco carnavais consecutivos no Grupo 1, a Unidos de São Carlos foi rebaixada para a segunda divisão. Com um desfile sobre o Rio Grande do Sul, a escola se classificou em nono lugar. Império da Tijuca foi a décima colocada com uma apresentação sobre a relação do samba com as classes sociais, sendo rebaixada após dois anos no Grupo 1. Recém promovida à primeira divisão, após conquistar o vice-campeonato do Grupo 2 no ano anterior, a Unidos de Lucas foi rebaixada de volta para o segundo grupo. Penúltima colocada, a escola realizou um desfile sobre o território brasileiro. Última colocada, a Unidos de Padre Miguel homenageou o bairro de Madureira, sendo rebaixada para o Grupo 2.
| Legenda: Desfile dos Campeões Rebaixadas para o Grupo 2 * Sem informação disponível |

| Col. | Escola                                | Enredo                                      | Carnavalesco(a)                      | Pontos |
| ---- | ------------------------------------- | ------------------------------------------- | ------------------------------------ | ------ |
| 1    | Império Serrano                       | Alô, Alô, Taí Carmen Miranda                | Fernando Pinto                       | 68     |
| 2    | Estação Primeira de Mangueira         | Carnaval dos Carnavais                      | Júlio Mattos e Pedro Paulo Lopes     | 65     |
| 3    | Portela                               | Ilu Ayê, a Terra da Vida                    | Comissão de Carnaval                 | 63     |
| 4    | Imperatriz Leopoldinense              | Martim Cererê                               | Departamento Cultural e de Carnaval  | 57     |
| 5    | Acadêmicos do Salgueiro               | Nossa Madrinha, Mangueira Querida           | Fernando Pamplona                    | 56     |
| 6    | Unidos de Vila Isabel                 | Onde o Brasil Aprendeu a Liberdade          | Djalma Victorio e Soares e Souza     | 52     |
| 7    | Mocidade Independente de Padre Miguel | Rainha Mestiça em Tempo de Lundu            | Clóvis Bornay                        | 49     |
| 8    | Em Cima da Hora                       | Bahia, Berço do Brasil                      | Sebastião Souza de Oliveira          | 47     |
| 9    | Unidos de São Carlos                  | O Rio Grande do Sul na Festa do Preto Forro | José Coelho                          | 46     |
| 10   | Império da Tijuca                     | O Samba do Morro à Sociedade                | Arnaldo Pederneiras e Mário Barcelos | 43     |
| 11   | Unidos de Lucas                       | Brasil das 200 Milhas                       | Cláudio de Souza                     | 41     |
| 12   | Unidos de Padre Miguel                | Madureira, Seu Samba, Sua História          | *                                    | 39     |

### Grupo 2
O desfile do Grupo 2 foi organizado pela AESEG e realizado na Avenida Presidente Antônio Carlos, a partir das 18 horas e 45 minutos do domingo, dia 13 de fevereiro de 1972.
| Ordem dos desfiles |
| 1. Grande Rio 2. Unidos de Manguinhos 3. União da Ilha do Governador 4. Unidos de Bangu (Não desfilou) 5. Unidos da Vila Santa Tereza 6. Caprichosos de Pilares 7. Paraíso do Tuiuti 8. Unidos da Tijuca 9. Independentes de Cordovil 10. Unidos do Cabuçu 11. União de Jacarepaguá 12. Beija-Flor 13. Acadêmicos de Santa Cruz 14. Unidos do Jacarezinho 15. São Clemente 16. Lins Imperial 17. Tupy de Brás de Pina |

#### Classificação
Tupy de Brás de Pina foi a campeã, garantindo seu retorno à primeira divisão, de onde estava afastada desde 1959. A escola realizou um desfile em homenagem à compositora Chiquinha Gonzaga, morta em 1935. Vice-campeã, a Unidos do Jacarezinho também foi promovida ao Grupo 1, de onde foi rebaixada em 1970. Últimas colocadas, Acadêmicos de Santa Cruz, Unidos de Manguinhos, Grande Rio, Unidos do Cabuçu e Unidos da Vila Santa Tereza foram rebaixadas para a terceira divisão. A escola Unidos de Bangu, que teria como enredo "As Quatro Estações do Ano", não se apresentou para o desfile e também foi rebaixada para o Grupo 3.
| Legenda: Promovidas ao Grupo 1 Rebaixadas para o Grupo 3 * Sem informação disponível |

| Col.                           | Escola                      | Enredo                                     | Carnavalesco(a)         | Pontos |
| ------------------------------ | --------------------------- | ------------------------------------------ | ----------------------- | ------ |
| 1                              | Tupy de Brás de Pina        | Chiquinha Gonzaga, Alma Cantante do Brasil | Jairo de Souza          | 66     |
| 2                              | Unidos do Jacarezinho       | Banzo Ayê                                  | *                       | 63     |
| 3                              | Paraíso do Tuiuti           | Sempre Brasil (Brasil de Ponta a Ponta)    | Júlio Mattos            | 61     |
| 4                              | Lins Imperial               | Salve, Salve Independência                 | José Félix Garcez Netto | 61     |
| 5                              | São Clemente                | Dança de Um Povo Livre                     | Ivo da Rocha Gomes      | 60     |
| 6                              | Beija-Flor                  | Bahia dos Meus Amores                      | Abílio                  | 59     |
| 7                              | União de Jacarepaguá        | A Festa da Independência                   | *                       | 59     |
| 8                              | União da Ilha do Governador | A Festa da Cavalhada                       | Maria Augusta           | 59     |
| 9                              | Independentes de Cordovil   | Datas, Personagens e Fatos Históricos      | *                       | 58     |
| 10                             | Unidos da Tijuca            | Ganga Zumba                                | *                       | 58     |
| 11                             | Caprichosos de Pilares      | Brasil, a Flor que Desabrocha              | *                       | 55     |
| 12                             | Acadêmicos de Santa Cruz    | Brasil Folclórico                          | Wilson Paixão           | 53     |
| 13                             | Unidos de Manguinhos        | Zumbi dos Palmares                         | Nilton Costa            | 53     |
| 14                             | Grande Rio                  | A Outra Força do Brasil                    | *                       | 51     |
| 15                             | Unidos do Cabuçu            | Laços de Amizade                           | *                       | 50     |
| 16                             | Unidos da Vila Santa Tereza | Heróis da Liberdade                        | Julinho                 | 48     |
| Unidos de Bangu (Não desfilou) |                             |                                            |                         |        |

### Grupo 3
O desfile do Grupo 3 foi organizado pela AESEG e realizado no domingo, dia 13 de fevereiro de 1972, na Praça Onze.
| Ordem dos desfiles |
| 1. União de Vaz Lobo 2. Império de Campo Grande 3. Acadêmicos do Engenho da Rainha 4. Inferno Verde 5. Unidos de Cosmos 6. Unidos da Ponte 7. Acadêmicos da Cidade de Deus 8. Independentes do Zumbi 9. Unidos do Uraiti 10. Unidos de Nilópolis (Não desfilou) 11. Império do Marangá |

#### Julgadores
A comissão julgadora foi formada por Alberto Maranhão; Alcione Fernandez; Carlos Arthur Pitombeira; França Di Sabato; Gilberto Monteiro; Lucia Maria da Silva Monteiro; Manuel Antônio Barroso; Marcelo Coelho; Maria do Carmo Lina da Silva; Maria Helena Cavalcanti; Mário Nogueira; e Rafael Reis.

#### Classificação
Império de Campo Grande foi o campeão, conquistando sua promoção à segunda divisão junto com Unidos da Ponte e Império do Marangá.
| Legenda: Promovidas ao Grupo 2 * Sem informação disponível |

| Col.                               | Escola                          | Enredo                                        | Carnavalesco(a)                  | Pontos |
| ---------------------------------- | ------------------------------- | --------------------------------------------- | -------------------------------- | ------ |
| 1                                  | Império de Campo Grande         | Chico Rei                                     | *                                | 63     |
| 2                                  | Unidos da Ponte                 | Iracema, a Virgem Tupã                        | Manoel Abrantes e Ribamar Correa | 62     |
| 3                                  | Império do Marangá              | Agora É Tempo de Pernambuco                   | *                                | 62     |
| 4                                  | Inferno Verde                   | Inferno Verde se Transforma em Transamazônica | *                                | 61     |
| 5                                  | Unidos do Uraiti                | Ataulfo, Seu Mito, Sua Glória                 | *                                | 58     |
| 6                                  | Unidos de Cosmos                | Epopéia Carioca                               | *                                | 57     |
| 7                                  | Acadêmicos do Engenho da Rainha | Festas da Bahia                               | *                                | 56     |
| 8                                  | Independentes do Zumbi          | Réquiem ao Sol                                | *                                | 52     |
| 9                                  | Acadêmicos da Cidade de Deus    | Paquetá, Ilha dos Amores                      | *                                | 40     |
| 10                                 | União de Vaz Lobo               | Madureira, Capital do Samba                   | *                                | 32     |
| Unidos de Nilópolis (Não desfilou) |                                 |                                               |                                  |        |

## Blocos de enredo
Os desfiles dos blocos de enredo foram organizados pela Federação dos Blocos Carnavalescos do Estado do Rio de Janeiro (FBCERJ).

### Grupo 1
O desfile do Grupo 1 foi realizado na Avenida Presidente Vargas, na noite do sábado, dia 12 de fevereiro de 1972, após o desfile dos frevos carnavalescos.
| Ordem dos desfiles |
| 1. Bloco do Barriga 2. Não Tem Mosquito 3. Unidos do Cabral 4. Cara de Boi 5. Quem Quiser Pode Vir 6. Mocidade de São Mateus 7. Namorar Eu Sei 8. Quem Fala de Nós Não Sabe o que Diz 9. Arranco 10. Canários das Laranjeiras 11. Vai Se Quiser 12. Foliões de Botafogo 13. Império do Pavão 14. Unidos da Villa Rica 15. Boi da Freguesia da Ilha do Governador |

#### Classificação
Arranco foi campeão por dois pontos de diferença para o vice, Vai Se Quiser.
| Legenda: Desfile dos Campeões Rebaixados para o Grupo 2 |

| Col. | Bloco                                  | Enredo                            | Pontos |
| ---- | -------------------------------------- | --------------------------------- | ------ |
| 1    | Arranco                                | Sonho da Independência            | 45     |
| 2    | Vai Se Quiser                          | Comemoração da Independência      | 43     |
| 3    | Canarinhos das Laranjeiras             | As Aventuras do Chalaça           | 41     |
| 4    | Quem Quiser Pode Vir                   | Anhembi, a Epopeia de Um Gigante  | 40     |
| 5    | Cara de Boi                            | O Favorito do Império             | 40     |
| 6    | Quem Fala de Nós não Sabe o que Diz    | Fatos Marcantes de Nossa História | 39     |
| 7    | Unidos da Villa Rica                   | Brasil de Ontem, Hoje e Sempre    | 38     |
| 8    | Unidos do Cabral                       | Um Povo que Se Levanta            | 38     |
| 9    | Foliões de Botafogo                    | Brasil, Hoje e Ontem              | 38     |
| 10   | Império do Pavão                       | A Festa da Independência          | 37     |
| 11   | Bloco do Barriga                       | Bahia Exportação                  | 36     |
| 12   | Namorar Eu Sei                         | Vida e Glória de José Bonifácio   | 36     |
| 13   | Mocidade de São Matheus                | Duas Festas, Duas Glórias         | 29     |
| 14   | Não Tem Mosquito                       | Ontem, Hoje, Sempre Brasil        | 28     |
| 15   | Boi da Freguesia da Ilha do Governador | Meu Brasil Independente           | 0      |

### Grupo 2
O desfile do Grupo 2 foi realizado na Avenida Presidente Antônio Carlos, na noite do sábado, dia 12 de fevereiro de 1972.
| Ordem dos desfiles |
| 1. Unidos da Fazenda 2. Embalo do Morro do Urubu 3. Unidos de São Cristóvão 4. Deixa Comigo 5. Independentes do Pavãozinho 6. Flor da Mina do Andaraí 7. Unidos de Barros Filho 8. Cometas do Bispo 9. Bafo do Bode 10. Unidos do Cantagalo |

#### Classificação
Flor da Mina do Andaraí foi o campeão, sendo promovido ao Grupo 1 junto com Unidos de São Cristóvão e Bafo do Bode.
| Legenda: Promovidos ao Grupo 1 Rebaixados para o Grupo 3 |

| Col. | Bloco                       | Enredo                                | Pontos |
| ---- | --------------------------- | ------------------------------------- | ------ |
| 1    | Flor da Mina do Andaraí     | Sonho de Um Bandeirante               | 44     |
| 2    | Unidos de São Cristóvão     | Tiradentes, o Mártir da Independência | 43     |
| 3    | Bafo do Bode                | Império de Amor e Rosas               | 43     |
| 4    | Unidos do Cantagalo         | Guerra da Independência               | 38     |
| 5    | Cometas do Bispo            | História da Independência             | 36     |
| 6    | Independentes do Pavãozinho | Memórias da Rua do Ouvidor            | 36     |
| 7    | Embalo do Morro do Urubu    | Aclamação a D. Pedro I                | 31     |
| 8    | Unidos de Barros Filho      | Brasil Gigante                        | 30     |
| 9    | Unidos da Fazenda           | Cento e Cinquenta de Independência    | 30     |
| 10   | Deixa Comigo                | Dia do Fico                           | 24     |

### Grupo 3
O desfile do Grupo 3 foi realizado na Praça Onze, na noite do sábado, dia 12 de fevereiro de 1972.
| Ordem dos desfiles |
| 1. Brinca Quem Pode de Santa Tereza 2. Sentinela de Pilares 3. Embaixadores da Paulo Ramos 4. Os Brasinhas 5. Acadêmicos do Colégio 6. Diplomatas de Anchieta 7. Mocidade Unida do Tinguá 8. Cacareco Unidos do Leblon 9. Infantes da Piedade 10. Batutas de Cordovil 11. Unidos do Parque Felicidade 12. Unidos da Vila Kennedy 13. Leão de Iguaçu 14. Mocidade de Vicente de Carvalho 15. Mocidade Independente de Inhaúma 16. Independentes da Barão do Bom Retiro |

#### Classificação
Unidos da Vila Kennedy e Leão de Iguaçu somaram a mesma pontuação final sendo declarados campeões e garantindo o direito à desfilar no Grupo 2 no ano seguinte.
| Legenda: Promovidos ao Grupo 2 Rebaixados para o Grupo 4 |

| Col. | Bloco                                | Enredo                                               | Pontos |
| ---- | ------------------------------------ | ---------------------------------------------------- | ------ |
| 1    | Unidos da Vila Kennedy               | Brasil Gigante                                       | 45     |
| 1    | Leão de Nova Iguaçu                  | Brasil de D. Pedro a Pelé                            | 45     |
| 2    | Os Brasinhas                         | Independência do Brasil nas Senzalas                 | 42     |
| 3    | Acadêmicos do Colégio                | Festa da Coroação de D. Pedro                        | 41     |
| 4    | Cacareco Unidos do Leblon            | Ontem, Hoje, Sempre, Brasil                          | 40     |
| 5    | Mocidade Unida do Tinguá             | Independência em Três Tempos                         | 37     |
| 6    | Infantes da Piedade                  | Independência - Pequena História de Uma Grande Festa | 35     |
| 7    | Batutas de Cordovil                  | O Grande Amor do Primeiro Império                    | 34     |
| 8    | Sentinela de Pilares                 | A Fase da Independência                              | 33     |
| 9    | Embaixadores da Paulo Ramos          | Grito do Ipiranga                                    | 31     |
| 10   | Unidos do Parque Felicidade          | Mercado de Escravo a Abolição                        | 29     |
| 11   | Mocidade Independente de Inhaúma     | Carnaval e Blocos - Fala Independência               | 29     |
| 12   | Independentes da Barão do Bom Retiro | Rio, Sinfonia da Liberdade                           | 29     |
| 13   | Mocidade de Vicente de Carvalho      | Exaltação a D. Pedro I                               | 28     |
| 14   | Diplomatas de Anchieta               | Os que Lutaram pela Independência                    | 26     |
| 15   | Brinca Quem Pode de Santa Tereza     | Imperatriz Leopoldina, o Anjo da Independência       | 26     |

### Grupo 4
O desfile do Grupo 4 foi realizado na segunda-feira, dia 14 de fevereiro de 1972, na Avenida 28 de Setembro, em Vila Isabel.
| Ordem dos desfiles |
| 1. Unidos do Diadema de Rocha Miranda (Não desfilou) 2. Suspiro da Cobra 3. Império da Gávea 4. Rosa de Ouro 5. Amar É Viver 6. Rouxinol do Grotão da Penha 7. Caprichosos de Bento Ribeiro |

#### Classificação
Caprichosos de Bento Ribeiro foi o campeão, sendo promovido ao Grupo 3 junto com Rosa de Ouro, Amar É Viver, Rouxinol do Grotão da Penha e Suspiro da Cobra.
| Legenda: Promovidos ao Grupo 3 |

| Col. | Bloco                                             | Enredo                                            | Pontos |
| ---- | ------------------------------------------------- | ------------------------------------------------- | ------ |
| 1    | Caprichosos de Bento Ribeiro                      | Três Fases do Brasil Independência                | 43     |
| 2    | Rosa de Ouro                                      | Glória ao Imperador                               | 38     |
| 3    | Amar É Viver                                      | Integração do Negro na Independência do Brasil    | 37     |
| 4    | Rouxinol do Grotão da Penha                       | Transamazônica e 200 milhas - Integração Nacional | 37     |
| 5    | Suspiro da Cobra                                  | Dia do Fico                                       | 29     |
| 6    | Império da Gávea                                  | Brasil em Três Épocas                             | 28     |
| 7    | Unidos do Diadema de Rocha Miranda (Não desfilou) | Unidos do Diadema de Rocha Miranda (Não desfilou) | 0      |

### Grupo 5
Boêmios do Andaraí foi o campeão, sendo promovido ao Grupo 4 junto com Dragões de Irajá.
| Legenda: Promovidos ao Grupo 4 * Sem informação disponível |

| Col. | Bloco                 | Enredo                    | Pontos |
| ---- | --------------------- | ------------------------- | ------ |
| 1    | Boêmios do Andaraí    | *                         | 45     |
| 2    | Dragões de Irajá      | *                         | 35     |
| 3    | Tigre de Caxias       | *                         | 29     |
| 4    | Recanto do Sul        | Independência em Três Tom | 24     |
| 5    | Acadêmicos da Rocinha | *                         | *      |
| 6    | Flor do Cajá          | *                         | *      |
| 7    | Alegria das Meninas   | *                         | *      |

## Frevos carnavalescos
O desfile dos clubes de frevo foi realizado na noite do sábado, dia 12 de fevereiro de 1972, na Avenida Presidente Vargas. Marcado para 18 horas, teve início somente às 20 horas e 30 minutos.
| Ordem dos desfiles                                                                                |
| 1. Vassourinhas 2. Pás Douradas 3. Misto Toureiros 4. Batutas da Cidade Maravilhosa 5. Lenhadores |

Classificação
Lenhadores foi campeão com quatro pontos de vantagem para o vice, Vassourinhas.
| Col. | Frevo                         | Pontos |
| ---- | ----------------------------- | ------ |
| 1    | Lenhadores                    | 36     |
| 2    | Vassourinhas                  | 32     |
| 3    | Pás Douradas                  | 30     |
| 4    | Batutas da Cidade Maravilhosa | 29     |
| 5    | Misto Toureiros               | 27     |

## Ranchos carnavalescos
O desfile dos ranchos foi realizado na noite da segunda-feira, dia 14 de fevereiro de 1972, na Avenida Presidente Vargas.
| Ordem dos desfiles |
| 1. União dos Caçadores 2. Decididos de Quintino 3. Recreio da Saúde 4. Azulões da Torre 5. Índios do Leme 6. Aliados de Quintino 7. Parasitas de Ramos |

Classificação
Aliados de Quintino venceu a disputa.
| Col. | Rancho                | Pontos |
| ---- | --------------------- | ------ |
| 1    | Aliados de Quintino   | 62     |
| 2    | Decididos de Quintino | 56     |
| 3    | União dos Caçadores   | 53     |
| 4    | Azulões da Torre      | 48     |
| 5    | Recreio da Saúde      | 42     |
| 6    | Parasitas de Ramos    | 38     |
| 7    | Índios do Leme        | 32     |

## Sociedades carnavalescas
O desfile das grandes sociedades foi realizado na noite da terça-feira de carnaval, dia 15 de fevereiro de 1972, na Avenida Presidente Vargas.
| Ordem dos desfiles |
| 1. Clube dos Embaixadores 2. Tenentes do Diabo 3. Clube dos Democráticos 4. Pierrôs da Caverna 5. Embaixada do Sossego 6. Clube dos Cariocas 7. Clube dos Independentes 8. Turunas de Monte Alegre |

Classificação
Clube dos Democráticos foi o campeão do concurso.
| Col. | Sociedade               | Pontos | Desempate  |
| ---- | ----------------------- | ------ | ---------- |
| 1    | Clube dos Democráticos  | 39     | -          |
| 2    | Tenentes do Diabo       | 33     | -          |
| 3    | Embaixada do Sossego    | 29     | -          |
| 4    | Clube dos Embaixadores  | 27     | -          |
| 5    | Pierrôs da Caverna      | 24     | Cenografia |
| 6    | Clube dos Cariocas      | 24     | Cenografia |
| 7    | Turunas de Monte Alegre | 23     | -          |
| 8    | Clube dos Independentes | 20     | -          |

## Desfile dos Campeões
O Desfile dos Campeões estava marcado para as 21 horas do sábado, dia 26 de fevereiro de 1972, mas teve início à meia-noite, após três horas de atraso. Desfilaram o bloco de enredo campeão do Grupo 1 e a escola de samba campeã do Grupo 1. O Império encerrou o desfile acompanhado pelo público e debaixo de intensa chuva.
| Ordem dos desfiles            |
| 1. Arranco 2. Império Serrano |